# Westminster (Ciutat de Westminster)
Westminster és un barri del districte de Ciutat de Westminster de Londres, Anglaterra (Regne Unit). Es troba a la riba nord del riu Tàmesi, al sud-oest de Ciutat de Londres i al sud-oest de Charing Cross. Té una gran concentració de prestigiosos llocs d'interès històrics i atraccions turístiques de Londres, incloent el Palau de Buckingham i l'Abadia de Westminster.
Històricament era part de Middlesex, el nom de Westminster va ser la descripció antiga dels voltants de l'Abadia de Westminster -ministre de l'oest, o l'església del monestir, que va donar nom a la zona- que ha estat la seu del govern d'Anglaterra (i més tard govern britànic) durant gairebé mil anys. Westminster és la ubicació del Palau de Westminster, Patrimoni de la Humanitat que alberga el Parlament del Regne Unit.